# Zenetes

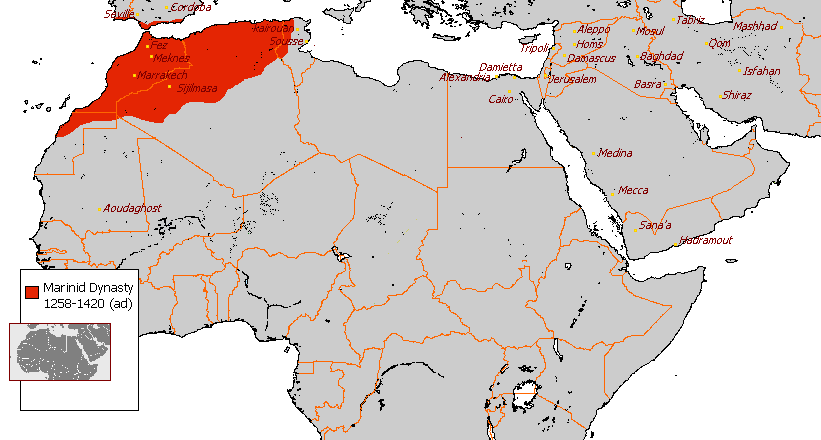
Màxima extensió territorial dels zenetes a l'edat mitjana

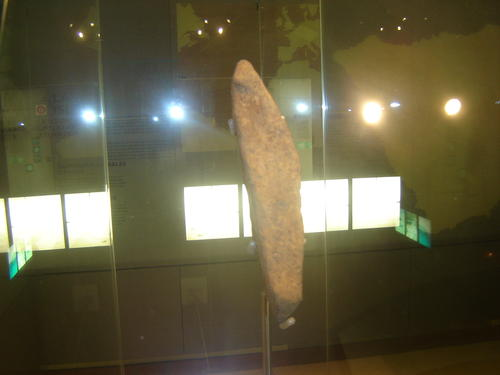
Pedra zanata al Museu de la Natura i els humans, Santa Cruz de Tenerife

Els zenetes, zenates o zanates (amazic: ⵉⵣⵏⴰⵜⴻⵏ, iznaten; també, modernament, igzenaten, ituzinaten o amazic: ⵉⵣⵏⴰⵙⴻⵏ, romanitzat: iznassen; àrab: زناتة, zanāta) són un dels grans grups tribals dels amazics. Van dominar el Magrib al segle x i dels segles XIII al XVI. Actualment viuen principalment a Tunísia, Algèria i el Marroc. L'historiador i viatger Ibn Khaldun relata que van ser, juntament amb els masmuda i els sanhadja, amb els quals haurien emigrat des d'Egipte en l'antiguitat, una de les tres grans confederacions amazigues musulmanes de l'edat mitjana. El seu estil de vida era mig nòmada mig sedentari, constructors de ciutats, fundadors de diversos regnes a Fezzan, Kairuan i Garama, Djerma, Tlemcen i fins i tot, Sijilmassa i Fes.
El seu idioma, el zenete, era una varietat de l'amazic. Diversos grups de amazigòfons dispersos pel Magrib conserven en l'actualitat molts vocables i característiques del zenete. Al nord de la frontera entre Algèria i el Marroc a la regió dels Beni Snous, i en nombrosos oasis saharians, principalment a la regió del Gourara i de l'Aurès, així com entre els tuaregs, al Mzab i a Líbia.
Una branca dels zenetes va ser antigament anomenada garamant i vivien a l'actual Fezzan, que tenia per ciutat principal Gadames (Cydamus en llatí). Les altres branques dels zenetes eren transhumants, i a la Numídia constituïen part dels gètuls i antics maures (mauritans). Fins a la irrupció de l'islam en el segle vii, els zenetes eren principalment «pagans».

## Etimologia
Segons el cronista musulmà Ibn Khaldūn, zenata deriva d'un nom propi: Ŷana, sovint transcrit Djana (un ancestre amazic). Els amazics, per convertir un nom propi en nom genèric, afegeixen una «t» final, constituint la forma singular Djanat i la plural Djanaten.
El fonema «Ŷ» («dj») que s'ubica entre la «y» consonàntica i la «sh» («š»), queda substituït per una «z» (ds), i dona com a resultat el singular zanat. Seguidament, per freqüència d'ús, s'afegeix una «a» al final per indicar un patronímic, mentre que és elidida la primera a amb l'objecte de facilitar la pronunciació, i s'obté la paraula znata.

## Història

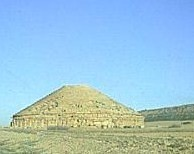
Medghassen: la sepultura dels reis númides

Els egipcis van anomenar els amazics que vivien més a prop d'ells libu i els que estaven immediatament darrere d'ells, i els territoris del Magrib oriental d'on se'ls suposa procedents, meshwesh. Ibn Khaldūn va considerar el poble dels madghis (o Medghassen) una branca dels botr, i va remuntar el llinatge mític dels zenates fins a Mazigh i Cam, el fill de Noé.
Com vulgui que sigui, la història comprovable d'aquest poble va ser la dels nòmades que van efectuar una lenta migració des del Pròxim Orient fins al Magrib i després, recentment en l'edat mitjana, es van dirigir cap al nord: arribaren a la península Ibèrica. Per il·lustrar-ho només cal seguir la ruta dels luwata (una tribu de la confederació dels zenetes que va tenir un patriarca anomenat Lerna en l'antiguitat.
Els luwata eren nomenats «libus» pels antics egipcis i «lubim» en el llibre bíblic del Gènesi; per la seva banda aquests luwata van donar nom a Líbia (en l'antiguitat clàssica es va denominar Libya tot l'actual continent africà). Els luwata constituïen una gran confederació que va poblar la Cirenaica, la Tripolitània, així com la part del Sàhara al sud d'aquestes regions i de la Numídia, relacionant-se amb la Getúlia i amb l'antic territori ancestral maure: la Mauretània.
En temps de l'Egipte faraònic sembla que els zenetes llavors s'anomenaven garamants i van resultar rebels als règims de diversos faraons. Amb els seus cavalls i carros de guerra (cal recordar que fa uns 3.000 i fins i tot 2.000 anys la major part de l'actual desert del Sàhara era una regió estepària) sembraren el terror a Egipte, Cirenaica i Tripolitània. Pel seu contacte amb la cultura de l'antic Egipte s'entén que aquests pobles amazics hagin construït nombrosos monuments a l'Àfrica septentrional que s'assemblen a les piràmides, com s'observa a les tombes de Medghassen o els djeddars.
D'altra banda els tuaregs descendents dels zenates Banū Ifrēn, han deixat pintures rupestres a Hoggar, en les quals es poden observar els antics garamants amb els seus animals i carros.
La majoria dels zenates derivaven de tres grans tribus amazigues: Maghraua, Deyrawa i Banū Ifrēn. Els Banū Ifrēn septentrionals han deixat vestigis al nord d'Algèria com les ruïnes de la ciutat de Tilimeyen a la vall del Saf Saf i a Skikda. El mateix nom d'Àfrica (el que rebia la zona al voltant de Cartago) sembla provenir de la tribu Ifren, establerta antigament a l'est de l'actual Magrib. Aquest nom procediria de l'arrel Ifru amb les seves possibles variants: Ifri, Afer, Afar, etc. En la Gran Cabília (les tribus de Djurdujra que tenen el nom de Faraussen, corresponen a la Petita Cabília d'Ifri), juntament amb els antics afers i els tuareg d'Hoggar Azguez, tots tindrien lingüísticament els mateixos radicals que indicarien els mateixos ancestrals llinatges ètnics.

### Roma
En l'època de l'Imperi Romà, els iznaten o zenetes, ja mil·lenàriament situats en la Tripolitania, practicaven el comerç i l'agricultura, encara que també existien importants grups d'ells que eren nòmades. Dominaren gran part de la Numídia quan els seus reis van ser Syphax (Sifax) i Masinissa I. Masinisa va ser integrant de la tribu afer. Sifax es va refugiar entre els garamants després de ser derrotat per Masinissa I. Per la seva part, Masinissa intentà annexar la Garamàntica a la Tripolitània, però mai aconseguí sotmetre els habitants de la Cirenaica. Va ser Juba I qui va conquistar aquesta regió i, després de ser derrotat, tots aquests territoris van passar al control romà. Els garamants, al mateix temps que es mantenien majorment nòmades, viatjant en carros tirats per bous, van arribar a obtenir la ciutadania romana en temps de Septimi Sever. Tàcit, en els seus Annals esmenta els cinithii, que vivien al sud de la província d'Àfrica i diu que no eren una simple tribu sinó un poble nombrós.
Septimi Sever va ser un emperador romà amb orígens amazics procedent de la ciutat de Leptis Magna a Tripolitània. L'annexió a l'Imperi Romà va facilitar que es produïssin nombrosos matrimonis entre antics italians i amazics. Nombroses recerques indiquen que els amazics de Tripolitània, Líbia, Cirenaica, Numídia i la província romana d'Àfrica eren bons conreadors de vinyers i oliveres.
Després de la crisi econòmica que va despoblar la gran ciutat romana de Leptis Magna es van produir nombroses razzies (la paraula razzia té origen amazic) per part de les poblacions locals. Posteriorment la província romana d'Àfrica juntament amb gran part de Numídia, Mauritània i Tripolitània cauria en poder dels vàndals en les acaballes de l'Imperi Romà d'Occident; per la seva banda, els vàndals van ser expulsats pels Banū Ifrēn (també coneguts com a Ifuraces o Iforen o Iforas) i altres amazics en el 533.
En l'època del Baix Imperi Romà, els levathae (luwata) es van rebel·lar de manera tan agressiva que els emperadors romans van haver de fer construir un limes per intentar contenir-los. Després de la conquesta de les províncies africanes efectuada per l'Imperi Romà d'Orient en temps de Justinià I, aquests Levathae van ser el tema d'una descripció per part de Corripus en la seva obra anomenada La Johánnida. Allí s'esmenta que llavors els amazics havien passat a utilitzar el camell en lloc del cavall i adoraven Gurzil, un déu amb aspecte de toro i un déu de la guerra anomenat Sinifer.
Corripus va descriure també la cèlebre tribu dels ifores (els antics Banū Ifrēn), que eren aliats i descendents de zenetes que lluitaven contra els romans d'Orient. Els Banū Ifrēn van perdre en els conflictes nombrosos líders, sobretot a la regió de l'Aurès (El Gran Aurés que s'estén entre les actuals Algèria i Tunísia). Després d'aquestes lluites els amazics (inclosos els zenetes) van recuperar la seva independència.
Els àrabs van anomenar lwatá els luwata i els va trobar Ibn Battûta a Tànger; aquest, en la introducció del relat del seu extens viatge, no cessa d'assenyalar que ell era part d'aquesta tribu pel seu llinatge patern. La religiositat dels amazics zenetes era cap al segle vii bastant diversificada: se'n trobaven cristians, jueus i musulmans.
Poc abans, i àdhuc en el període preislàmic, els zenetes van establir una dinastia que va regnar al Marroc i la Ifríqiya (nom que van donar els àrabs a la regió dels Banū Ifrēn i que corresponia a l'antiga província romana d'Àfrica i, aproximadament, a l'actual Tunísia), agrupant nombroses tribus: la dels Maghraua, Meknassa, Banū Ifrēn, Deyrawa, etc. Els zenetes, en tot cas, es mantenien principalment nòmades dedicant-se a les activitats ramaderes.

### Edat mitjana
Al segle viii, la majoria dels amazics foren kharigites i van participar en la revolta de Maysara. Al-Masudi, al segle ix, els situa en el segon rang entre 27 grups amazics. Al segle x, al-Bakrí diu que dominaven el Magrib central amb nucli a Tlemcen, però també a Tahart i a Sigilmasa (que van dominar des del 976-977). Llavors, el subgrup dels maghrawa era el que tenia el major poder amb els Ibn Atiya, els Banu Khazar i els Banu Ifran. Abu Yazid, L'Home de l'Ase, era un zeneta que va dirigir la gran revolta contra els fatimites, que tenien el suport dels amazics sanhadja; els zenetes es van desplaçar a l'oest i van estar sovint vinculats als omeies de Còrdova.
A mitjan segle XI els zenetes van ser substituïts pels sanhadja almoràvits (1150-1147) i després pels masmudes almohades (1130-1269). Els zenetes foren ocasionals aliats dels almoràvits i dels almohades. En l'enfonsament d'aquesta darrera dinastia, els Banu Wasin zenetes van reprendre la iniciativa política amb la dinastia dels abdalwadites de Tlemcen (1248-1554) i els Banu Marín de Fes (1235-1465); tot i ser dues dinasties del mateix origen, es van enfrontar repetidament; un tercer grup zeneta, els Banu Wattas, va formar la dinastia wattàsida a la caiguda dels benimerins. Fou el darrer grup zeneta a tenir el poder.
Els intents àrabs de donar als zenetes origen àrab basant-se en les seves pròpies genealogies no mereix ser considerat, ja que la filiació patrilineal és incompatible amb l'organització social i política dels parentius amazics. No obstant això, fins i tot l'amazic Ibn Khaldun va contribuir a difondre l'erroni origen àrab dels zenetes; Ibn Khaldun assegurava que parlaven una llengua pròpia dins els amazics; el seu ancestre epònim, segons Ibn Khaldun, fou Madghacen; el mausoleu de Madghacem (del segle i aC), el més antic mausoleu zeneta (a la moderna Algèria, a Madghis, prop de Batna), correspondria a un antic rei númida; eren coneguts per la seva habilitat com a cavallers; la paraula catalana "genet" (i la castellana "jinete") deriva de "zeneta".